# Zygnemomyces pendulatus
Zygnemomyces pendulatus är en svampart som först beskrevs av J.S. McCulloch, och fick sitt nu gällande namn av B.E. Tucker 1981. Zygnemomyces pendulatus ingår i släktet Zygnemomyces och familjen Meristacraceae.   Inga underarter finns listade i Catalogue of Life.